# Zmeurată
Le zmeurată est une liqueur naturelle roumaine et moldave obtenue par la macération de framboises avec du sucre et de l'alcool. 